# Mercedes Cabral

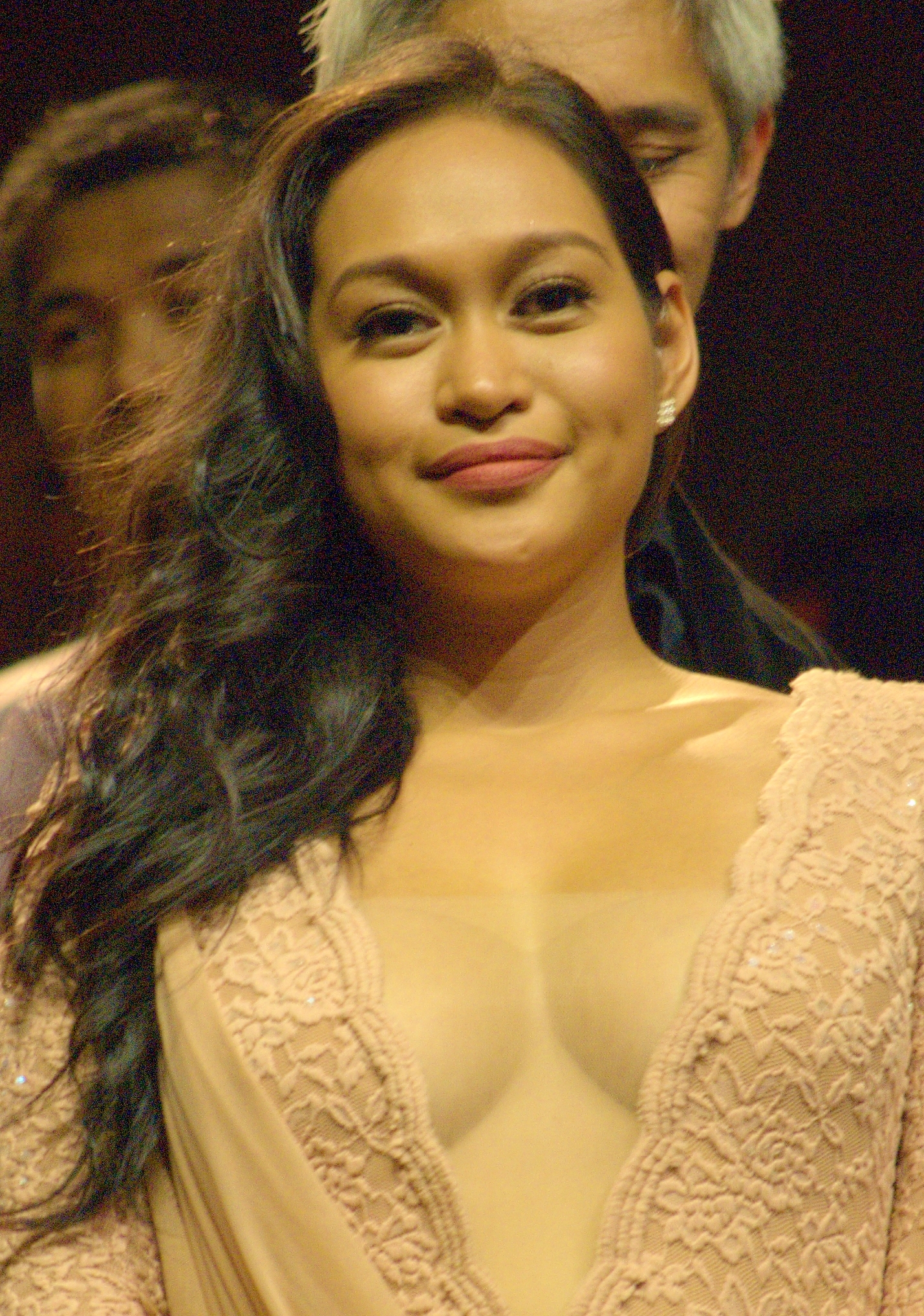
Mercedes Cabral, 2012

Maria Mercedes Porte Cabral (* 10. August 1986 in Manila) ist eine philippinische Schauspielerin.

## Leben und Karriere
Cabral wurde am 10. August 1986 in Manila geboren. Ihr Debüt gab sie 2008 in dem Film Serbis. Anschließend war sie 2009 in Kinatay zu sehen. Im selben Jahr wurde sie für den Film Durst gecastet. 2011 bekam Cabral in Ligo na Ü, Lapit na Me eine Hauptrolle.
Außerdem setze sie in Ma' Rosa fort. 2016 trat sie in dem preisgekrönten Kurzfilm SUPOT von Phil Giordano auf. Unter anderem spielte Cabral 2023 in Apag mit.

## Filmografie (Auswahl)
Filme
- 2008: Serbis
- 2009: Kinatay
- 2009: Durst
- 2010: Shake, Rattle and Roll XII
- 2011: Ligo na Ü, Lapit na Me
- 2016: Ma' Rosa
- 2020: Nightshift
- 2023: Apag